# 代梅爾吉-亞伊拉山

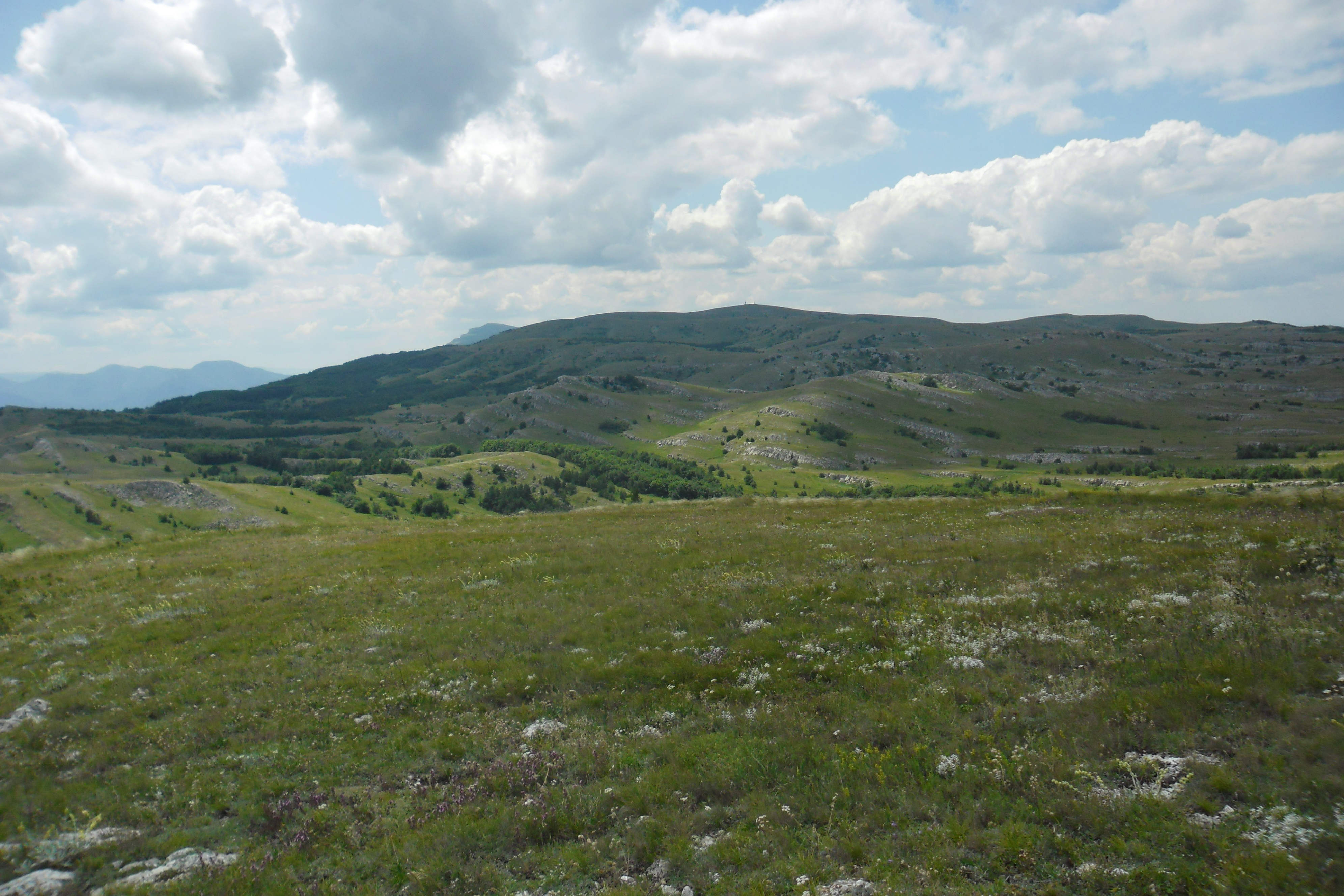

代梅爾吉-亞伊拉山（烏克蘭語：Демерджі-яйла）是烏克蘭的山峰，位於克里米亞共和國，屬於克里米亞山脈的一部分，處於基輔以南約700公里，海拔高度1,356米。